# Guys Hill
Guys Hill är en förort till Melbourne i Australien. Den ligger i kommunen Cardinia och delstaten Victoria, omkring 43 kilometer sydost om centrala Melbourne.
Runt Guys Hill är det ganska tätbefolkat, med 75 invånare per kvadratkilometer.. Närmaste större samhälle är Berwick, nära Guys Hill.
I omgivningarna runt Guys Hill växer i huvudsak städsegrön lövskog. Genomsnittlig årsnederbörd är 1 251 millimeter. Den regnigaste månaden är maj, med i genomsnitt 154 mm nederbörd, och den torraste är januari, med 51 mm nederbörd.